# Manara Valgimigli
Manara Valgimigli (ur. 9 lipca 1876 w San Piero in Bagno, zm. 28 sierpnia 1965 w Vilminore di Scalve) – włoski pisarz i filolog klasyczny.
Był synem nauczyciela szkoły powszechnej. Ukończył liceum klasyczne w Lukce. W roku 1898 został magistrem uniwersytetu w Bolonii, gdzie uczęszczał na wykłady Giosuè Carducciego. Później uczył w różnych włoskich szkołach średnich, aż w roku 1922 objął katedrę literatury greckiej na Uniwersytecie Messyńskim. Następnie wykładał na uniwersytecie w Pizie i na uniwersytecie w Padwie. W latach 1948–1955 pełnił funkcję dyrektora biblioteki Classense w Rawennie. Tej właśnie bibliotece zapisał cały swój księgozbiór, zawierający ponad 7 000 woluminów.
Uchodzi za jednego z najwybitniejszych włoskich tłumaczy literatury starogreckiej. Ma w swoim dorobku przekłady dzieł Sofoklesa, Ajschylosa, Safony, Platona i Arystotelesa. Jest również autorem esejów, wierszy i autobiografii. 
Jako zdeklarowany antyfaszysta podpisał w roku 1925 Manifest antyfaszystowskich intelektualistów (Manifesto degli intellettuali antifascisti) zredagowany przez Benedetta Croce i wstąpił do Włoskiej Partii Socjalistycznej.